# Liisagu järv
Liisagu järv (järv = See) ist ein See auf der größten estnischen Insel Saaremaa im Kreis Saare. 320 Meter vom 5,7 Hektar großen See entfernt liegt der Ort Merise und 1,6 Kilometer entfernt die Ostsee. Mit einer maximalen Tiefe von 50 Zentimetern ist er sehr seicht.